# MPSB 8
Die Feldbahnlokomotive MPSB 8 der Lokomotivfabrik Jung wurde 1893 an die Mecklenburg-Pommersche Schmalspurbahn (MPSB) geliefert. Sie war bis 1926 in Betrieb und wurde dann ausgemustert sowie verschrottet.

## Geschichte
Nachdem die ersten Lokomotiven für die Mecklenburg-Pommersche Schmalspurbahn von 1887 an ausschließlich von Henschel geliefert wurden, folgte 1893 auch eine erste Lokomotive der Lokomotivfabrik Jung. Vermutlich wurde sie mit der in der Anfangszeit der MPSB üblichen Doppelpufferung geliefert, da das Kupplungssystem erst 1895 auf Mittelpufferkupplung umgestellt wurde.
Die ersten gelieferten Lokomotiven waren im Betrieb ständig überfordert, sodass sie bereits 1895 verschrottet wurden. Die Lokomotive MPSB 8 erhielt bei Betriebseröffnung einen Tender, mit dem 1 m³ Wasser und bei Bedarf 1 t Kohle zusätzlich befördert werden konnten.
Sie war bis 1926 im Einsatz und erhielt noch die neue Bezeichnung MPSB 20. Danach wurde die Lokomotive ausgemustert sowie verschrottet.

## Konstruktion
Von dieser Lokomotive sind die Hauptabmessungen und eine Skizze erhalten geblieben. Sie wurde mit Außenrahmen geliefert. Der Kessel bestand aus zwei Schüssen, der erste trug den Dampfdom, der zweite den Sanddom. Der Schornstein war mit einem Funkenfänger ausgestattet. Sie besaß nur eine Handbremse.